# アフリカ・ワールド航空
アフリカ・ワールド航空（アフリカ・ワールドこうくう）はアクラに拠点を置くガーナの航空会社。拠点空港はアクラのコトカ国際空港。

## 歴史
アフリカ・ワールド航空は2010年に中国の海南航空と中国アフリカ開発基金、SSNIT、SASファイナンスグループによって設立された。
2019年2月25日、南アフリカ航空と、コードシェアを含む提携に関する合意を結んだ。
2019年4月16日、エミレーツ航空とインターライン提携を発表。

## 機材
2012年8月30日に初めての機体となるエンブラエル ERJ 145を受領し、国内線に使われた。次の機体は2012年9月8日に受領したが、13日に地上で事故が起き破損した。これらの機体は同じ海南航空傘下の天津航空が運用していたものである。

## 就航路線
以下の空港に就航している。

 ガーナ
- アクラ - コトカ国際空港 ハブ
- クマシ - クマシ空港
- タマレ - タマレ空港
- タコラディ - タコラディ空港

 ナイジェリア
- ラゴス - ムルタラ・モハンマド国際空港
- アブジャ - ンナムディ・アジキウェ国際空港